# San Pablo de Borbur
San Pablo de Borbur là một thị xã và đô thị ở Departamento Boyacá, thuộc phân vùng Western Boyacá.